# Halodiplosis saxauli
Halodiplosis saxauli är en tvåvingeart som beskrevs av Kaplin 1991. Halodiplosis saxauli ingår i släktet Halodiplosis och familjen gallmyggor.
Artens utbredningsområde är Turkmenistan. Inga underarter finns listade i Catalogue of Life.